# Juan Arza
Juan Arza Íñigo (ur. 12 czerwca 1923 w Estelli, zm. 17 lipca 2011 w Sewilli) był hiszpańskim piłkarzem i trenerem.
Całą karierę spędził w Sevilla FC. Patrick O’Connell nadał mu pseudonim „Złoty Chłopiec”. W sezonie 1954/55 zdobył Trofeo Pichichi strzelając w lidze 29 goli. Rozegrał 416 oficjalnych spotkań w których strzelił 207 goli, z czego aż 182 w Primera División. 23 czerwca 2009 roku otrzymał od Sevilla FC nagrodę specjalną. Zmarł 17 lipca 2011 roku po długiej chorobie.